# Schendyla furcidens
Schendyla furcidens är en mångfotingart som beskrevs av Łukasz Kaczmarek 1962. Schendyla furcidens ingår i släktet Schendyla och familjen småjordkrypare.
Artens utbredningsområde är Polen. Inga underarter finns listade i Catalogue of Life.